# Râul Afinetul
Râul Afinetul este un curs de apă, afluent al Râului Mare.  